# Bematistes scalivittata
Bematistes scalivittata is een vlinder uit de familie van de Nymphalidae. De wetenschappelijke naam van de soort is voor het eerst gepubliceerd in 1896 door Arthur Gardiner Butler.

## Verspreiding
De soort komt voor in de bergbossen van Tanzania, Oost-Zambia en Noord-Malawi.

## Waardplanten
De rups leeft op Adenia stolzii (Passifloraceae).